# Lysandra fowleri-margino
Lysandra fowleri-margino är en fjärilsart som beskrevs av Bright och Leeds 1938. Lysandra fowleri-margino ingår i släktet Lysandra och familjen juvelvingar. Inga underarter finns listade i Catalogue of Life.